# Li Hongli
Li Hongli (chinois:李宏利) est un haltérophile chinois né le 26 décembre 1980 dans le district de Xinhui. 
Au Championnat du monde 2003 d'haltérophilie, il a remporté la médaille de bronze dans la catégorie des 77 kg, avec un total de 352,5 kg après Gevorg Davtyan. Il a été testé positif avec des substances interdites et a perdu sa médaille d'argent. 
Li a concouru dans l'épreuve masculine des moins de 77 kg aux Championnats du monde d'Haltérophilie en 2005 et a remporté la médaille d'or. Il y a soulevé un total de 361 kg. 
Li a participé à la catégorie des moins de 77 kg aux Championnats du monde d'Haltérophilie en 2006 et il y a remporté la médaille d'argentm terminant derrière Taner Sağır. Il a soulevé un total de 359 kg.
Aux Championnats du monde 2007 d'haltérophilie, il a remporté la médaille de bronze dans la catégorie des moins de 77 kg, avec un total de 361 kg. 
Il a remporté la médaille d'argent dans la catégorie des moins de 77 kg aux Jeux olympiques d'été de 2008, avec un total de 366 kg.